# Marquesado de Arcos
El marquesado de Arcos es un título nobiliario español concedido por Carlos IV el 15 de diciembre de 1792, con el vizcondado previo de San José a favor de Ignacio Peñalver y Cárdenas, Tesorero General del Ejército y Real Hacienda de la Plaza de La Habana, Cuba.
El marquesado proviene del linaje de hidalguía Peñalver, originario de la villa de Peñalver y que se estableció en La Habana en el siglo XVII. 

## Marqueses de Arcos
|                                     | Titular                                           | Periodo             |
| ----------------------------------- | ------------------------------------------------- | ------------------- |
| I                                   | Ignacio Rafael José Peñalver y Cárdenas           | 1792-1804           |
| II                                  | José María de Peñalver y Navarrete                | 1804-1804           |
| III                                 | Ignacio Francisco de Borja de Peñalver y Peñalver | 1811-1851           |
| IV                                  | José Ignacio Gabriel de Peñalver y Calvo          | 1863-1899           |
| V                                   | Nicolás José María de Peñalver y Zamora           | 1903-1916           |
| VI                                  | Enrique Julián de Peñalver y Zamora               | 1916-1932           |
| Rehabilitación por Francisco Franco |                                                   |                     |
| VII                                 | María de los Dolores de Peñalver y Zamora         | 1959-1972           |
| VIII                                | María de las Mercedes de la Torre y Alcoz         | 1976-2007           |
| IX                                  | Francisco Monteverde y Cuervo                     | 2013-2019           |
| X                                   | Eduardo Martínez Du Bouchet                       | 2019-actual titular |

## Historia de los marqueses de Arcos
- Ignacio Peñalver y Cárdenas (m. La Habana, 14 de septiembre de 1804), I marqués de Arcos. Era hijo de Diego de Peñalver Angulo y Calvo de la Puerta y de su esposa María Luisa de Cárdenas y Vélez de Guevara.[3]

Se casó en la catedral de La Habana el 7 de noviembre de 1759 con María Antonia Navarrete y Lanz. En 1804 le sucedió su hijo:
- José María de Peñalver y Navarrete (La Habana, 11 de marzo de 1762 - 23 de noviembre de 1804),[3] II marqués de Arcos y alcalde ordinario de La Habana en 1791.[3]

Se casó el 17 de octubre de 1802 con María del Carmen Peñalver y Cárdenas. En 9 de noviembre de 1811 le sucedió su hijo:
- Ignacio de Peñalver y Peñalver (m. Nueva York, 18 de mayo de 1851), III marqués de Arcos y Gran Cruz de la Orden de Isabel la Católica.[4]

Contrajo matrimonio el 25 de noviembre de 1822 con María Matilde Calvo y Cárdenas, III marquesa de Casa Calvo. En 9 de marzo de 1863 le sucedió su hijo:
- Ignacio de Peñalver y Calvo (baut. La Habana, 20 de noviembre de 1828-París, 5 de abril de 1899), IV marqués de Arcos, por Real Carta de Sucesión de 9 de marzo de 1863,  IV marqués de Casa Calvo por Real Carta de Sucesión en 1848 y caballero de la Orden de Santiago.[4] En 3 de agosto de 1903 le sucedió su sobrino segundo:[2]

- Nicolás de Peñalver y Zamora (La Habana, 4 de diciembre de 1853-Madrid, 5 de febrero de 1916),[5] V marqués de Arcos, III conde de Peñalver por Real Carta de Sucesión en 1881, y alcalde de Madrid. Era hijo de Narciso José Peñalver y Peñalver, II conde de Peñalver, y de María de los Dolores Zamora y Quesada.[6]

Se casó con María del Socorro García de Paredes y Argüelles, dama noble de la Banda de María Luisa. Por Real Carta de Sucesión del 3 de julio de 1916 le sucedió su hermano:
- Enrique de Peñalver y Zamora, VI marqués de Arcos y IV conde de Peñalver.[3]

Se casó con su prima María Zamora y Pérez de Urría, hija de Rafael Zamora y Quesada y María de la Concepción Pérez de Urría y de la Cuesta, II marquesa de Valero de Urría. En 31 de diciembre de 1959 por rehabilitación le sucedió su única hija:
- María de los Dolores de Peñalver y Zamora, VII marquesa de Arcos y V condesa de Peñalver.[3]

Se casó con William Topham Sidney Beauclerk (1864–1950), descendiente de los duques de Saint Albans y del rey Carlos II de Inglaterra, Escocia e Irlanda. Su hijo Rafael Charles Beauclerk y Peñalver (1917–2007), fue VI marqués de Valero de Urría, tras la muerte sin descendientes de su prima Isidora Carmen de Zamora y Sierra. Su hijo, William Beauclerk, le sucedió en el marquesado de Valero de Urría y el condado de Peñalver ha sido reclamado por Carmen Alcocer Koplowitz. En 26 de noviembre de 1976 le sucedió:
- María de las Mercedes de la Torre y Alcoz (La Habana, 24 de septiembre de 1921-Miami, 6 de junio de 2007),[9] VIII marquesa de Arcos[10]  y VI condesa de Santa María de Loreto.[11] En 17 de septiembre de 2013 le sucedió:[2]

- Francisco Monteverde y Cuervo, IX marqués de Arcos, hijo de Francisco de Monteverde y Benítez de Lugo y de María de la Concepción Cuervo y de Figuerola-Ferretti, marquesa de Rialp.[12] En 14 de marzo de 2019 en ejecución de sentencia le sucedió:[2][13][14]

- Eduardo Martínez du Bouchet, X marqués de Arcos y actual titular,[13] ix conde de Casa Bayona,[15] VIII conde de Santa María de Loreto.